# Adilson Barroso
Adilson Barroso Oliveira (Minas Novas14 de junho de 1964) é um político brasileiro filiado ao Partido Liberal (PL).
Nas eleições municipais no Brasil em 1988 foi eleito vereador de Barrinha, onde foi reeleito em 1992. Foi eleito vice-prefeito da cidade de Barrinha em 1996, na candidatura de Marcos Aparecido Marcari, com 5.327 votos (50,88% dos votos válidos). Foi reeleito vice-prefeito com 6.966 votos (51% dos votos válidos) 
Nas eleições estaduais em São Paulo em 2002 foi eleito deputado estadual pelo PRONA, com 9.928 votos, graças ao desempenho de Havanir Nimtz, eleita a deputada estadual mais votada da história com 682.219 votos. Em Barrinha Adilson obteve 2.830 votos (24,10% dos votos válidos), sendo o deputado estadual mais votado do pleito na cidade.
Em 2004 filiou-se ao PSC e foi eleito Presidente estadual do partido. Já nas Eleições estaduais em São Paulo em 2006 disputou a reeleição ao cargo de deputado estadual, onde obteve 23.091 votos, ficando como suplente. Em Barrinha Adilson foi novamente o mais votado do pleito, com 3.162 votos (25,15% dos votos válidos).
Nas eleições estaduais em São Paulo em 2010 foi candidato novamente a deputado estadual, desta vez pelo PSL, onde recebeu 5.862 votos e não foi eleito.
Em 2012, tornou-se fundador e presidente nacional do Partido Ecológico Nacional (PEN). Nas eleições estaduais em São Paulo em 2014 foi candidato a deputado federal pelo PEN, onde obteve 35.238 votos, não sendo eleito. Em Barrinha Adilson Barroso obteve 3.078 votos (22,19% dos votos válidos), sendo o candidato a deputado federal mais votado do pleito.
Já nas eleições municipais no Brasil em 2016 foi eleito vereador de Barrinha para o terceiro mandato, com 497 votos, sendo o segundo mais votado da cidade neste pleito.
Após ter sido afastado e destituído da presidência do Patriota se desfiliou da legenda e se filiou ao Partido Liberal (PL).

## Desempenho em eleições
| Ano  | Eleição               | Coligação                                  | Partido | Candidata a       | Votos         | Votos em Barrinha | Resultado  |
| ---- | --------------------- | ------------------------------------------ | ------- | ----------------- | ------------- | ----------------- | ---------- |
| 1988 | Municipal de Barrinha | PTB                                        | PTB     | Vereador          | —             | 140 (10º)         | Eleito     |
| 1992 | Municipal de Barrinha | PFL                                        | PFL     | Vereador          | —             | 201 (4º)          | Eleito     |
| 1996 | Municipal de Barrinha | PFL, PSD                                   | PFL     | Vice-Prefeito     | —             | 5.327 (1º)        | Eleito     |
| 2000 | Municipal de Barrinha | PPB, PDT, PTB, PSL, PL, PPS, PFL, PSB, PSD | PFL     | Vice-Prefeito     | —             | 6.966 (1º)        | Eleito     |
| 2002 | Estadual de São Paulo | PRONA                                      | PRONA   | Deputado Estadual | 9.928 (370º)  | 2.830 (1º)        | Eleito     |
| 2006 | Estadual de São Paulo | PSC                                        | PSC     | Deputado Estadual | 23.091 (198º) | 3.162 (1º)        | Suplente   |
| 2010 | Estadual de São Paulo | PSL                                        | PSL     | Deputado Estadual | 5.862 (401º)  | 1.128 (3º)        | Não Eleito |
| 2014 | Estadual de São Paulo | PEN                                        | PEN     | Deputado Federal  | 35.238 (123º) | 3.078 (1º)        | Não Eleito |
| 2016 | Municipal de Barrinha | PEN                                        | PEN     | Vereador          | —             | 497 (2º)          | Eleito     |
| 2018 | Estadual de São Paulo | PATRI                                      | PATRI   | Deputado Federal  | 42.717 (897º) | 3.032 (1º)        | Não Eleito |
| 2022 | Estadual de São Paulo | PL                                         | PL      | Deputado Federal  | 62.445 (99º)  | 1.540 (3º)        | Suplente   |